# Rockwell Blake
Pour les articles homonymes, voir Blake.

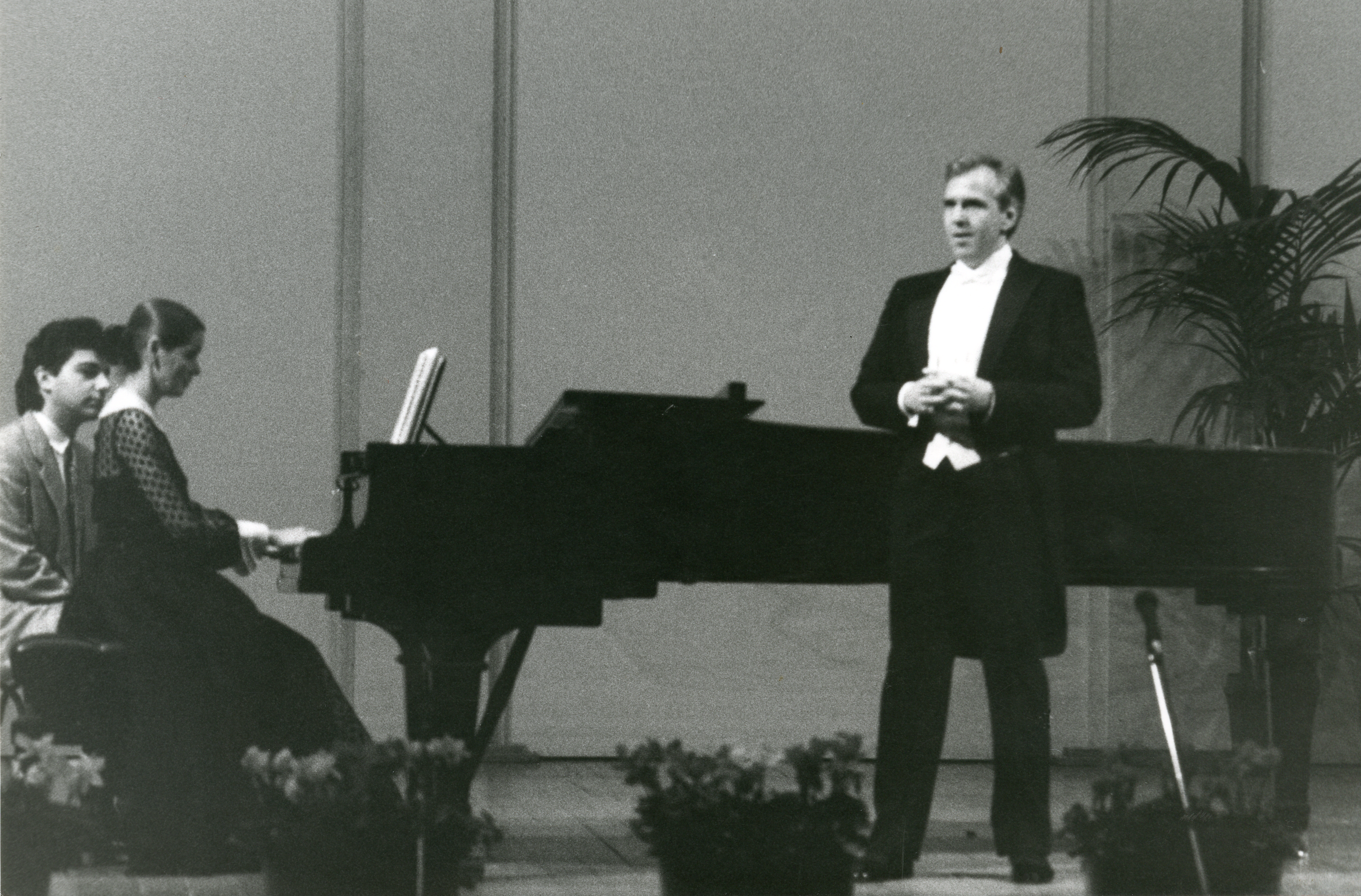
Récital de Rockwell Blake

Rockwell Blake (né le 10 janvier 1951 à Plattsburgh, New York) est un ténor américain, spécialisé dans le répertoire belcantiste, connu principalement pour ses interprétations des œuvres de Rossini.

## Débuts
Dès la fin des années 70, il entame une carrière florissante de ténor belcantiste aux États-Unis. À cette époque, sa voix – déjà très souple - atteint sans problème le contre-mi bémol. Beverly Sills lui propose de chanter le rôle de Don Ramiro dans La Cenerentola de Gioachino Rossini au New York City Opera où il chante également le rôle titre du Comte Ory. Il fait plus tard ses débuts au Metropolitan Opera, en 1981, aux côtés de Marilyn Horne dans L'italiana in Algeri.

## Carrière
En 1982, Rockwell Blake est encore inconnu en Europe. Le Festival Rossini de Pesaro en est, lui aussi, à ses balbutiements puisqu'il a été créé en 1980. Le Festival confie au pianiste Maurizio Pollini la direction musicale de La donna del lago, un opéra seria relativement rare de Rossini. À quelques jours de la première, le ténor principal tombe malade et Rockwell Blake est appelé pour auditionner devant Maurizio Pollini et Alberto Zedda. Ceux-ci sont enthousiastes et décident sur le champ de l’engager. Seulement, sitôt cette nouvelle annoncée, le ténor souffrant se sent beaucoup mieux et les débuts européens de Rockwell Blake durent être différés à l'année suivante (1983) dans Mosè in Egitto.
Dès le milieu des années 80, Rockwell Blake chante essentiellement en Europe : presque tous les grands théâtres italiens (Rome, Gênes, Florence, Turin, Naples, Parme, Venise), Rossini Opera Festival de Pesaro, Festival d'Aix-en-Provence, Opéra de Paris, Théâtre des Champs-Élysées, Opéra-Comique, Opéra d'État de Vienne, Liceu de Barcelone, Grand Théâtre de Bordeaux, Opéra de Nice, Opéra de Marseille, Opéra-théâtre de Metz. 
Il retourne au Metropolitan Opera en 1987 pour Le Barbier de Séville et en 2002 au Lyric Opera of New York pour une version de concert de Marin Faliero de Donizetti. Il n'a chanté qu'une fois à La Scala de Milan, en 1992, dans La donna del lago.
Ses dernières apparitions scéniques remontent à 2005. On l’entend cette année en Uberto (Donna del Lago) et en Libenskof du Viaggio à Reims à Monte-Carlo. Retiré depuis, Rockwell Blake donne des masterclasses.

## Voix
Son timbre est souvent décrit comme ingrat, notamment du fait d'une couleur métallique.  Mais sa technique laisse pantois, en particulier du fait de sa capacité respiratoire qui lui permet de chanter legato. Il jouit d’une étendue vocale de deux octaves et demi et se livre à toutes sortes de pyrotechnies vocales. Il affectionne particulièrement l’exercice périlleux du pianissimo et la messa di voce (en) : ainsi dans L'occasione fa il ladro de Rossini l’entend-on ponctuer l’air par un si aigu, qu’il mène ensuite vers le pianissimo et qu’il « remonte » ensuite à pleine voix, le tout d’un seul souffle. Rockwell Blake s’amusait souvent à enchaîner plusieurs phrases musicales sans respirer, au plus grand étonnement de ses collègues.

## Distinctions
- Richard Tucker Award 1978
- Cavaliere Ufficiale, Ordine al Merito della Repubblica Italiana 1994
- Diapason d'Or de l'Année 1994
- Honorary Degree - Doctor of Music, State University of New York
- Victoire de la musique 1997
- Chevalier de l'Ordre des Arts et Lettres de la République française 2000
- Grand Prix du Palmarès des Palmarès 2004

## Répertoire
| Rôle                | Opéra                               | Auteur    |
| ------------------- | ----------------------------------- | --------- |
| Gualtiero           | Il pirata                           | Bellini   |
| Elvino              | La sonnambula                       | Bellini   |
| Arturo Talbo        | I puritani                          | Bellini   |
| Georges             | La Dame blanche                     | Boieldieu |
| Gerard              | Lakmé                               | Delibes   |
| Seide               | Alina, regina di Golconda           | Donizetti |
| Lord Riccardo Percy | Anna Bolena                         | Donizetti |
| Fernando            | Il furioso all'isola di San Domingo | Donizetti |
| Edgardo             | Lucia di Lammermoor                 | Donizetti |
| Fernando            | Marin Faliero                       | Donizetti |
| Tonio               | La Fille du régiment                | Donizetti |
| Ernesto             | Don Pasquale                        | Donizetti |
| Orphée              | Orphée et Eurydice                  | Gluck     |
| Renaud              | Armide                              | Gluck     |
| Oronte              | Alcina                              | Händel    |
| Jupiter             | Semele                              | Händel    |
| Adriano             | Il crociato in Egitto               | Meyerbeer |
| Robert              | Robert le Diable                    | Meyerbeer |
| Raoul de Nangis     | Les Huguenots                       | Meyerbeer |
| Mitridate           | Mitridate, re di Ponto              | Mozart    |
| Don Anchise         | La finta giardiniera                | Mozart    |
| Idomeneo            | Idomeneo                            | Mozart    |
| Don Ottavio         | Don Giovanni                        | Mozart    |
| Ferrando            | Così fan tutte                      | Mozart    |
| Gomatz              | Zaide                               | Mozart    |
| Tito                | La clemenza di Tito                 | Mozart    |
| Ferdinando          | Il Flaminio                         | Pergolesi |
| Dorvil              | La scala di seta                    | Rossini   |
| Conte Alberto       | L'occasione fa il ladro             | Rossini   |
| Lindoro             | L'Italiana in Algeri                | Rossini   |
| Don Narciso         | Il Turco in Italia                  | Rossini   |
| Norfolk             | Elisabetta, regina d'Inghilterra    | Rossini   |
| Conte d'Almaviva    | Il barbiere di Siviglia             | Rossini   |
| Rodrigo             | Otello                              | Rossini   |
| Don Ramiro          | La Cenerentola                      | Rossini   |
| Rinaldo             | Armida                              | Rossini   |
| Osiride             | Mosè in Egitto                      | Rossini   |
| Selimo              | Adina                               | Rossini   |
| Oreste              | Ermione                             | Rossini   |
| Giacomo V           | La donna del lago                   | Rossini   |
| Ilo                 | Zelmira                             | Rossini   |
| Idreno              | Semiramide                          | Rossini   |
| Conte di Libenskof  | Il viaggio a Reims                  | Rossini   |
| Ory                 | Le Comte Ory                        | Rossini   |
| Duca di Mantova     | Rigoletto                           | Verdi     |

## Discographie
Opéras
- Boieldieu – La Dame blanche, Direction Marc Minkowski (CD Angel/EMI)
- Donizetti – Alina, Regina di Golconda, Direction Antonello Allemandi (CD Nuova Era)
- Donizetti – Marin Faliero, Direction Ottavio Dantone (DVD Hardy Classic)
- Mozart – Mitridate Re di Ponto, Direction Theodor Guschlbauer (DVD Euro Arts)
- Rossini – Il barbiere di Siviglia, Direction Bruno Campanella (CD Nuova Era)
- Rossini – La Donna del Lago, Direction  Riccardo Muti (CD Philips)
- Rossini – La Donna del Lago, Direction Riccardo Muti (DVD La Scala Collection)
- Rossini – La Donna del Lago, Direction  Claudio Scimone (CD Ponto)
- Rossini – Elisabetta Regina d'Inghilterra, Direction Gabriele Ferro (DVD Hardy Classic)
- Meyerbeer – Robert le Diable, Direction Thomas Fulton (DVD Encore)

Recitals
- Airs d'Opéras Français (CD EMI)
- The Rossini Tenor (CD Arabesque Records)
- Encore Rossini (CD Arabesque Records)
- The Mozart Tenor (CD Arabesque Records)
- Rossini Melodies, avec Antonio Pappano (piano) (CD EMI)
- Participation in The Rossini Bicentennial Birthday Gala (VHS/Laserdisc and CD EMI)